# تپه سفید کن ۱
تپه سفید کن ۱ مربوط به عصر مس - مفرغ است و در شهرستان بروجرد، بخش مرکزی، دهستان شیروان، ۱۲۰۰ متری جنوب روستای قلعه نوشوکتی واقع شده و این اثر در تاریخ ۲۸ اسفند ۱۳۸۵ با شمارهٔ ثبت ۱۸۳۸۴ به‌عنوان یکی از آثار ملی ایران به ثبت رسیده است.